# Tengyz (wyspa)
Tengyz (ros. ostrow Morskoj) – jedna z Wysp Foczych na Morzu Kaspijskim, część Kazachstanu. Ma 19 km długości i 7 km szerokości; niezamieszkana, teren podmokły, teren występowania fok i ptactwa wodnego.